# Kiukoonsaaret
Kiukoonsaaret är en ö i Finland. Den ligger i sjön Tallusjärvi och i kommunen Tervo i den ekonomiska regionen  Inre Savolax ekonomiska region  och landskapet Norra Savolax, i den centrala delen av landet, 300 km norr om huvudstaden Helsingfors. Öns area är 3 hektar och dess största längd är 310 meter i öst-västlig riktning.  Notera att namnet antyder att det är fråga om flera öar.